# Primera B de Chile 2012
Primera B de Chile 2012 är den näst högsta serien i fotboll i Chile för säsongen 2012. Serien är uppdelad i två mästerskap, Torneo Apertura och Torneo Clausura. Varje lag spelar 19 matcher i vardera mästerskap, vilket innebar totalt 38 matcher för varje lag. Vid säsongens slut slås mästerskapen ihop och vinnaren av den sammanlagda tabellen går upp i Primera División. Vinnarna av respektive mästerskap möts sedan i playoff för att spela om andraplatsen, och därmed en direktplats upp till den högsta divisionen. Förloraren i det playoff-spelet går till ett uppflyttningskval mot lag från Primera División. Den andra kvalplatsen går till det näst bästa valbara laget (det vill säga inte redan kvalificerade för uppflyttning eller kval) i den sammanlagda tabellen. Laget som kommer sist i tabellen flyttas ner till Segunda División.

## Förändringar inför säsongen
| Nya lag från Primera División | Nya lag från Tercera A | Uppflyttade till Primera División | Nedflyttade till Segunda División |
| - Santiago Morning - Ñublense | - Barnechea            | - Deportes Antofagasta - Rangers  | - Deportes Copiapó                |
| ----------------------------- | ---------------------- | --------------------------------- | --------------------------------- |

## Förändringar efter säsongen
| Nya lag från Primera División                                 | Nya lag från Tercera A/Segunda División | Uppflyttade till Primera División    | Nedflyttade till Segunda División |
| Unión San Felipe Deportes La Serena Universidad de Concepción | Deportes Copiapó                        | San Marcos de Arica Ñublense Everton | Deportes Puerto Montt             |
| ------------------------------------------------------------- | --------------------------------------- | ------------------------------------ | --------------------------------- |

## Grupper
Lagen delades in i två grupper efter klubbarnas geografiska läge. Alla lag spelar ytterligare två matcher mot vardera lag i sin egen grupp under säsongen.
| Norra gruppen | Södra gruppen |
| - San Marcos de Arica (Arica) - Coquimbo Unido (Coquimbo) - San Luis (Quillota) - Everton (Viña del Mar) - Magallanes (Santiago) - Santiago Morning (Santiago) - Barnechea (Santiago) | - Curicó Unido (Curicó) - Deportes Concepción (Concepción) - Naval (Talcahuano) - Ñublense (Chillán) - Lota Schwager (Coronel) - Unión Temuco (Temuco) - Deportes Puerto Montt (Puerto Montt) |
| --- | --- |

## Apertura
Alla lag möter varje lag i sin geografiska grupp en gång, vilket innebär 6 matcher per lag. Därefter möter alla lag varandra en gång, vilket innebär ytterligare 13, som gör att det totalt spelas 19 matcher under Torneo Apertura. Vinnaren av Torneo Apertura kvalificerar sig för en playoff-match om andraplatsen i Primera B (och således om uppflyttning till Primera), där de möter vinnaren av Torneo Clausura - men om vinnaren av Apertura även vinner den sammanlagda tabellen så tar tvåan av Torneo Apertura över vinnarens plats i den matchen.
|  |     | Lag                   | Poäng | M  | V  | O | F  | GM | IM | MSK |
|  | --- | --------------------- | ----- | -- | -- | - | -- | -- | -- | --- |
|  | 1.  | San Marcos de Arica   | 36    | 19 | 10 | 6 | 3  | 39 | 21 | +18 |
|  | 2.  | Ñublense              | 34    | 19 | 9  | 7 | 3  | 33 | 26 | +7  |
|  | 3.  | Barnechea             | 33    | 19 | 10 | 3 | 6  | 33 | 26 | +7  |
|  | 4.  | Deportes Concepción   | 30    | 19 | 8  | 6 | 5  | 29 | 17 | +12 |
|  | 5.  | Everton               | 29    | 19 | 9  | 2 | 8  | 34 | 26 | +8  |
|  | 6.  | San Luis              | 26    | 19 | 7  | 5 | 7  | 28 | 31 | –3  |
|  | 7.  | Unión Temuco          | 25    | 19 | 6  | 7 | 6  | 21 | 24 | –3  |
|  | 8.  | Lota Schwager         | 24    | 19 | 6  | 6 | 7  | 23 | 26 | –3  |
|  | 9.  | Coquimbo Unido        | 23    | 19 | 6  | 5 | 8  | 26 | 29 | –3  |
|  | 10. | Deportes Puerto Montt | 22    | 19 | 6  | 4 | 9  | 23 | 32 | –9  |
|  | 11. | Magallanes            | 21    | 19 | 6  | 3 | 10 | 16 | 27 | –11 |
|  | 12. | Naval                 | 21    | 19 | 5  | 6 | 8  | 25 | 25 | +0  |
|  | 13. | Curicó Unido          | 21    | 19 | 5  | 6 | 8  | 21 | 31 | –10 |
|  | 14. | Santiago Morning      | 18    | 19 | 4  | 6 | 9  | 24 | 34 | –10 |

|  | Mästare av Torneo Apertura (blev sedermera även mästare av sammanlagda tabellen och uppflyttade).                            |
|  | Kvalificerade till playoff-spel då San Marcos de Arica blev mästare av den sammanlagda tabellen, så platsen gick till tvåan. |

## Clausura
Alla lag möter varje lag i sin geografiska grupp en gång, vilket innebär 6 matcher per lag. Därefter möter alla lag varandra en gång, vilket innebär ytterligare 13 vilket gör att totalt 19 matcher spelas.
|  |     | Lag                   | Poäng | M  | V  | O | F  | GM | IM | MSK |
|  | --- | --------------------- | ----- | -- | -- | - | -- | -- | -- | --- |
|  | 1.  | San Marcos de Arica   | 35    | 19 | 10 | 5 | 4  | 25 | 21 | +4  |
|  | 2.  | Barnechea             | 33    | 19 | 9  | 6 | 4  | 28 | 23 | +5  |
|  | 3.  | Naval                 | 30    | 19 | 8  | 6 | 5  | 26 | 23 | +3  |
|  | 4.  | Everton               | 28    | 19 | 7  | 7 | 5  | 29 | 22 | +7  |
|  | 5.  | Coquimbo Unido        | 27    | 19 | 8  | 3 | 8  | 29 | 21 | +8  |
|  | 6.  | Santiago Morning      | 27    | 19 | 8  | 3 | 8  | 28 | 24 | +2  |
|  | 7.  | Ñublense              | 27    | 19 | 7  | 6 | 6  | 33 | 30 | +3  |
|  | 8.  | San Luis              | 26    | 19 | 7  | 5 | 7  | 25 | 27 | –2  |
|  | 9.  | Deportes Concepción   | 26    | 19 | 7  | 5 | 7  | 23 | 27 | –4  |
|  | 10. | Unión Temuco          | 24    | 19 | 6  | 6 | 7  | 18 | 24 | –6  |
|  | 11. | Magallanes            | 24    | 19 | 5  | 9 | 5  | 10 | 12 | –2  |
|  | 12. | Curicó Unido          | 20    | 19 | 5  | 5 | 9  | 19 | 21 | –2  |
|  | 13. | Lota Schwager         | 17    | 19 | 4  | 5 | 10 | 17 | 26 | –9  |
|  | 14. | Deportes Puerto Montt | 17    | 19 | 4  | 5 | 10 | 14 | 23 | –9  |

|  | Mästare av Torneo Clausura (blev sedermera även mästare av sammanlagda tabellen och uppflyttade).                            |
|  | Kvalificerade till playoff-spel då San Marcos de Arica blev mästare av den sammanlagda tabellen, så platsen gick till tvåan. |

## Sammanlagd tabell
Vinnaren av den sammanlagda tabellen flyttas upp direkt. Utöver det möts vinnarna av Torneo Apertura och Torneo Clausura i en playoff-match för direkt uppflyttning och det bäst valbara laget utöver dessa gick till uppflyttningskval. Det sista laget i tabellen flyttas ner till Segunda División.
|  |     | Lag                   | Poäng | M  | V  | O  | F  | GM | IM | MSK |
|  | --- | --------------------- | ----- | -- | -- | -- | -- | -- | -- | --- |
|  | 1.  | San Marcos de Arica   | 71    | 38 | 20 | 11 | 7  | 64 | 42 | +22 |
|  | 2.  | Barnechea             | 66    | 38 | 19 | 9  | 10 | 61 | 49 | +12 |
|  | 3.  | Ñublense              | 61    | 38 | 16 | 13 | 9  | 66 | 55 | +11 |
|  | 4.  | Everton               | 57    | 38 | 16 | 9  | 13 | 62 | 48 | +14 |
|  | 5.  | Deportes Concepción   | 56    | 38 | 15 | 11 | 12 | 51 | 41 | +10 |
|  | 6.  | San Luis              | 52    | 38 | 14 | 10 | 14 | 53 | 57 | –4  |
|  | 7.  | Naval                 | 51    | 38 | 13 | 12 | 13 | 51 | 48 | +3  |
|  | 8.  | Coquimbo Unido        | 50    | 38 | 14 | 8  | 16 | 54 | 50 | +4  |
|  | 9.  | Unión Temuco          | 49    | 38 | 12 | 13 | 13 | 39 | 48 | –9  |
|  | 10. | Santiago Morning      | 45    | 38 | 12 | 9  | 17 | 52 | 58 | –6  |
|  | 11. | Magallanes            | 45    | 38 | 11 | 12 | 15 | 26 | 39 | –13 |
|  | 12. | Curicó Unido          | 41    | 38 | 10 | 11 | 17 | 40 | 52 | –12 |
|  | 13. | Lota Schwager         | 41    | 38 | 10 | 11 | 17 | 40 | 52 | –12 |
|  | 14. | Deportes Puerto Montt | 39    | 38 | 10 | 9  | 19 | 37 | 55 | –18 |

|  | Mästare av den sammanlagda tabellen och uppflyttade till Primera División 2013.  |
|  | Kvalificerade för playoff-spel som tvåa i Torneo Apertura eller Torneo Clausura. |
|  | Kvalificerade för uppflyttningskval som det i övrigt bästa placerade laget.      |
|  | Nedflyttade för spel i Segunda División 2012.                                    |

## Playoff-spel
Vinnaren av playoff-spelet gick direkt upp i Primera División 2013 medan förloraren fick spela uppflyttningskval mot ett lag från Primera División 2012. Ñublense vann mot Barnechea (straffar efter 3-3 totalt) och flyttades således upp, medan Barnechea gick till kvalspel.
|       | 8 november 2012 | Ñublense    | 1–1 | Barnechea  | Estadio Bicentenario Nelson Oyarzún, Chillán |               |
| 20:00 | 20:00           | Lanzini 34′ |     | Ibáñez 86′ | Publik: 7 660                                | Publik: 7 660 |
| 20:00 | 20:00           |             |     |            | Publik: 7 660                                | Publik: 7 660 |
| 20:00 | 20:00           |             |     |            | Publik: 7 660                                | Publik: 7 660 |

|       | 11 november 2012 | Barnechea                 | 2–2 (6–7 e str) | Ñublense      | Estadio Monumental David Arellano, Santiago |  |
| 16:00 | 16:00            | Nicolás Maturana 21′, 35′ |                 | Díaz 10′, 70′ |                                             |  |
| 16:00 | 16:00            |                           |                 |               |                                             |  |
| 16:00 | 16:00            |                           |                 |               |                                             |  |

## Uppflyttningskval
|       | 18 november 2012 | Barnechea                                    | 3–1 | Cobresal     | Estadio Municipal de La Pintana, Santiago |               |
| 19:00 | 19:00            | Caroca 6′ Farías (självmål) 58′ Ibañez 90+2′ |     | Vuletich 55′ | Publik: 2 139                             | Publik: 2 139 |
| 19:00 | 19:00            |                                              |     |              | Publik: 2 139                             | Publik: 2 139 |
| 19:00 | 19:00            |                                              |     |              | Publik: 2 139                             | Publik: 2 139 |

|       | 24 november 2012 | Cobresal                      | 3–0 | Barnechea | Estadio El Cobre, El Salvador |               |
| 15:30 | 15:30            | Martínez 37′ Cuéllar 54′, 64′ |     |           | Publik: 1 507                 | Publik: 1 507 |
| 15:30 | 15:30            |                               |     |           | Publik: 1 507                 | Publik: 1 507 |
| 15:30 | 15:30            |                               |     |           | Publik: 1 507                 | Publik: 1 507 |

|       | 18 november 2012 | Everton  | 1–0 | Universidad de Concepción | Estadio Sausalito, Viña del Mar |               |
| 16:30 | 16:30            | Rojas 9′ |     |                           | Publik: 8 997                   | Publik: 8 997 |
| 16:30 | 16:30            |          |     |                           | Publik: 8 997                   | Publik: 8 997 |
| 16:30 | 16:30            |          |     |                           | Publik: 8 997                   | Publik: 8 997 |

|       | 25 november 2012 | Universidad de Concepción | 1–3 | Everton                  | Estadio Municipal de Concepción, Concepción |  |
| 15:30 | 15:30            | Ramos 62′                 |     | Muñoz 44′, 65′ Suazo 94′ |                                             |  |
| 15:30 | 15:30            |                           |     |                          |                                             |  |
| 15:30 | 15:30            |                           |     |                          |                                             |  |